# Camicie Rosse
Camicie Rosse (italienisch: die Rothemden) ist ein von Orsola Nemi 1961 verfasstes Theaterstück über Giuseppe Garibaldi und seinen Zug der Tausend.
Das Stück ist bisher nicht ins Deutsche übersetzt worden.

## Inhalt
Das Stück handelt von dem Zug der Tausend, der sich unter der Führung Garibaldis von Quarto dei Mille nach Sizilien einschifft, um für die Einheit Italiens zu kämpfen. Im Mittelpunkt der Geschichte steht das Schicksal seiner Mitstreiter, die Heimat und Familie hinter sich lassen, um für ihren Traum von einem vereinigten Italien zu kämpfen. Ebenso spielen die Leiden der sizilianischen Bevölkerung eine große Rolle. Der Titel „die Rothemden“ bezieht sich auf die von den Mitstreitern Garibaldis getragenen roten Hemden.
Orsola Nemi vermittelt in dem Stück einen Eindruck vom Unabhängigkeitskampf Italiens, ohne ihn zu idealisieren, sie zeigt vielmehr die schrecklichen Auswirkungen des Krieges auf die Bevölkerung auf.
Die Handlung des Textes beschränkt sich auf die Befreiung Siziliens von der Bourbonenherrschaft durch Garibaldi und seine berühmte Schlacht von Calatafimi gegen den König von Neapel und dessen Kapitulation.

## Aufbau und Handlung
Das Theaterstück hat zwei Akte mit insgesamt neun Szenen. Der erste Akt besteht aus vier, der zweite Akt aus fünf Szenen.
1. Akt, 1. Szene
In Quarto in der Nähe Genuas haben sich Garibaldis Anhänger zusammengefunden, um sich mit ihm nach Sizilien einzuschiffen. Die Protagonisten Airenta und Abba verkörpern mit ihren Ideen und Hoffnungen den Geist vieler und besonders der jungen Anhänger Garibaldis. Die Szene wird mit einem Dialog zwischen Frau Emma und ihrem Sohn Mario eröffnet, der sich Garibaldi anschließen möchte, weil er an dem heldenhaften Kampf der Befreiung Italiens teilhaben will, nicht anders als Airenta und Abba. Abbas Frage, ob er sich jemals Gedanken über die Konsequenzen dieser Entscheidungen gemacht habe, wehrt Airenta ab, beide wollen Garibaldi bedingungslos folgen, ohne an die Familie oder die Zukunft zu denken. Ihre Vorstellungen über den Krieg sind fern der Realität: „Warum sterben? Aus dem Krieg kehrt man zurück; man siegt und dann kehrt man zurück!“ (S. 15).
Im Folgenden wird Garibaldis Generalstab vorgestellt, bestehend aus Crispi, Sirtori, Bandi und der einzigen Frau im Zug Garibaldis, Crispis Frau Rosalia. Dann bricht die Truppe nach Sizilien auf.
1. Akt, 2. Szene
In Sizilien treffen die beiden Protagonisten erstmals auf die in ärmlichen Verhältnissen lebende Bevölkerung. Sie machen Bekanntschaft mit der jungen Agata und deren Mutter Ortolana, die gegenüber den neuen Ideen Garibaldis und seiner Anhänger zurückhaltend und skeptisch sind. Trotzdem können auch sie sich nicht dem Glanz und der Aura Garibaldis nicht entziehen: „Aber sie sagen, dass Sinibaldi Wunder vollbringen kann.“ (S. 37) In der zweiten Szene beginnen einige Anhänger Garibaldis erstmals das Ausmaß ihrer Entscheidung und die damit verbundenen Konsequenzen zu begreifen, Ernüchterung macht sich breit. Sie empfinden Angst und fürchten für sich selbst die "Galeere" oder den "Galgen" (S. 40).
1. Akte 3. Szene
Es erscheinen „die Toten der Schlacht bei Calatafimi“, und jeder von ihnen erzählt sein persönliches Erleben auf dem Schlachtfeld. Allen Erzählungen ist gemein, dass Garibaldi große Ehrerbietung entgegengebracht wird, sein Anblick habe ihnen Mut und neue Zuversicht im Kampf gegeben. Keiner der Gefallenen beklagt sein Schicksal, einzig die Tatsache, dass in dieser Schlacht „Italiener gegen Italiener“ (S. 45) gekämpft haben, bedrückt sie.
1. Akt, 4. Szene
Abba findet eine Unterkunft in einem Haus, und auch Rosalia sowie Crispi, Sirtori, Bandi, Carini und Sant’Anna kommen im selben Haus an. In dem sich entwickelnden Dialog versucht Rosalia der besorgten Frau die neue Situation näherzubringen: „Wir sind alle Italiener, Garibaldi wird die Borbonen von der Insel verjagen, und der König wird kommen. Es wird hier wie auf dem Festland sein. Ihr werdet frei sein.“ (S. 63) Aber alle Versicherungen Rosalias über einen guten Ausgang des Geschehens stoßen bei der Frau auf Skepsis, wenngleich sie Garibaldi große Ehrerbietung entgegenbringt: „Ihr habt gute Absichten und ein gutes Herz, aber das, was ihr sagt, ist nicht möglich: dass alles gut wird“ (S. 64). Als die anderen dazustoßen, sprechen sie zunächst über organisatorische Dinge, bewundern aber auch die große Unterstützung von Seiten der Sizilianer und den mutigen Einsatz der eigenen Leute, die sich nie über die bestehenden Umstände beklagen: „Wer sagt, dass Italien arm ist! Solange es Männer wie diese gibt, darf sich Italien reich und jeder Herausforderung fähig fühlen.“ (S. 66)
2. Akt, 1. Szene
Die Familie des Maurers Francesco Crispi erwartet ungeduldig die Ankunft Garibaldis in Palermo. Francesco Riso, sein Vater Antonio und seine Frau Maria repräsentieren als Angehörige unterprivilegierter Schichten die einfachen Sizilianer, die Garibaldi unterstützen. Die ganze Familie ist aufgrund der spärlichen und widersprüchlichen Nachrichten, die über Garibaldis Aufenthaltsort zu ihnen dringen, in erregtem und gespanntem Zustand. Als sie erfahren, dass sich Garibaldi entgegen der öffentlichen Meinung nicht nach Corleone zurückzieht, sondern geradezu „Richtung Palermo fliegt“ (S. 82), kann Francesco seine Ungeduld nicht mehr unterdrücken und bricht auf, um Garibaldi zu unterstützen. Auch sein alter Vater Antonio vertraut auf Garibaldi und ist sich sicher, dass seine Kinder nach seinem Tod „respektiert werden und Ehre und Brot haben werden.“ (S. 83)
2. Akt, 2. Szene
Francesco wartet mit anderen Arbeitern in einem Verschlag auf Garibaldis Ankunft. Sie sprechen sich gegenseitig Mut zu. Einer der Arbeiter erzählt von einem seltsamen Traum: Garibaldi habe ihm eine Zigarre überreicht, plötzlich seien Fledermäuse um sie beide herumgeflattert. Im Hinblick auf die weitere Entwicklung der Handlung kann der Traum als geradezu prophetisch  gedeutet werden. Denn genau in diesem Moment erscheint die Truppe des Polizeichefs Maniscalo. Francesco und die anderen wurden Opfer eines Verrates und haben keine Chance, sich gegen die Übermacht zu behaupten, aber statt zu fliehen entscheiden sie sich, zu kämpfen und für ihren Traum von Italien und für Garibaldi zu sterben. Maria versucht ihren Mann aufzuhalten, sie ist die Einzige, die die Situation realistisch einschätzt. Die Männer dagegen vergessen ihre Verantwortung gegenüber ihren Familien und versuchen, den aussichtslosen Kampf zu gewinnen. Als der schwerverletzte Francesco im Sterben liegt, versucht der Polizeichef ihn zu erpressen: Er soll die Namen der Kampfgefährten nennen, und der Polizeichef verspricht im Gegenzug, den Vater Francescos, der im Gefängnis sitzt, nach Hause zu schicken. Maniscalo appelliert an Francesco, die schönen Seiten des Lebens nicht zu vergessen, an Frau und Kinder zu denken, die ihn dringend brauchen werden. Francesco jedoch ist mit ganzer Leidenschaft Anhänger Garibaldis, es fehlt ihm der Sinn für die Realität des Lebens. Seine Ungeduld treibt ihn in den Tod, er sagt: „Ich bin glücklich zu sterben!“ (S. 101)
2. Akt, 3. Szene
Aufständische Sizilianer und Anhänger Garibaldis rufen die Einheit Italiens aus. In der Tat haben sich die Sizilianer jedoch nicht ganz an die neue Situation eines geeinten Italiens gewöhnt, abwechselnd lassen sie Italien, Sizilien und die Heilige Rosalia hochleben. Nach einem Treffen zwischen dem Anwalt Tedaldi und Abba und Airenta erscheint die Witwe Francescos, der es nicht gelungen ist, die Leiche ihres Mannes in einer Kirche aufzubahren. Denn zum Entsetzen der Aufständischen hat Francesco vor seinem Tod doch die Namen seiner Mitkämpfer verraten, um das Leben des Vaters zu retten.
2. Akt, 4. Szene
Drei sizilianische Bäuerinnen wollen dem glorreichen Garibaldi Obst als Geschenk überreichen. Ihr eigentlicher Beweggrund ist jedoch die Neugierde auf den Mann, über den sie schon so viele wundersame Geschichten gehört haben und um den sich bereits Legenden bilden. Noch nie sei er von einer Waffe verletzt worden, denn „Santa Rosalia ist mit ihm“ (S. 212). Die Bäuerinnen ignorieren die Gefahr, die von einem in der Nähe stattfindenden Gefecht droht, sie wollen unbedingt ihren Helden sehen.
Als die Frauen versuchen, einen fliehenden Soldaten aus dem Heer des Königs von Neapel zu töten, benutzen sie als Rechtfertigung für ihr Handeln die üblichen Phrasen: „Es gilt nur noch das Gesetz des Krieges.“ (S. 123) Der Krieg zeitigt seine verrohende Wirkung auf die Menschen auch bei diesen Frauen. Die brutal zugerichtete Leiche eines Mädchens wird gefunden und die Tat den Soldaten des Königs von Neapel zugeschrieben. Ein alter Mann spricht beim Anblick des toten Mädchens aus, worin das einzige wirkliche Gesetz des Krieges bestehe: „Hier unten bei uns, auf der Erde, erhält man nichts, sofern man nicht mit der Unschuld bezahlt.“ (S. 132)
2. Akt, 5. Szene
In der letzten Szene herrscht ein fröhliches Treiben auf den Straßen. In einem Zeitungsartikel wird verkündet, der Gouverneur habe im Namen des Königs die Kapitulation unterschrieben. Auf der Festung von Castellammare wird die italienische Flagge gehisst, aber man denkt auch an die gefallenen Mitstreiter, die den Tag des Sieges nicht miterleben können, aber – wie Bandi sagt – die nicht vergeblich gestorben sind.

## Die Figur Garibaldis
Neben Garibaldi spielen andere historische Personen in dem Stück eine Rolle, wie beispielsweise Francesco Crispi. Herausgearbeitet wird durch die Autorin das besondere Charisma Garibaldis, der die Menschen für die Idee eines vereinten Italiens zu begeistern wusste. Folgen ihm seine jugendlichen Anhänger nach Sizilien zunächst nur aus Abenteuerlust, aus Neugierde, um den Helden einmal gesehen zu haben, so gelingt es Garibaldi bald, die Menschen für seine Sache zu begeistern, ihnen Kraft und Hoffnung zu geben, so dass sie sogar bereit sind, für Italien zu sterben.
Aber nicht nur seine Anhänger, auch die Bevölkerung Siziliens verehrt ihn. In der Vorstellung der Menschen wird Garibaldi stets idealisiert, sie träumen von ihm, fühlen sich allein durch die Tatsache privilegiert, den Helden leibhaftig gesehen zu haben.
Garibaldi selbst tritt, mit einer Ausnahme gegen Ende des Stücks, nie in Aktion, seine Taten werden dem Zuschauer nur durch Dialoge zwischen den einzelnen Personen mitgeteilt.